# أدولف ديشان
أدولف ديشان هو كاتب وسياسي بلجيكي، ولد في 18 يونيو 1807 في Melle, Belgium ‏ في بلجيكا، وتوفي في 19 يونيو 1875 في Manage, Belgium ‏ في بلجيكا. انتخب عضو مجلس النواب من بلجيكا.